# Cadetten Hockey Club
De Cadetten Hockey Club is een Nederlandse hockeyclub uit Breda die gebonden is aan de Koninklijke Militaire Academie.
De Cadetten werden op 14 november 1929 opgericht. Het is een gelegenheidsteam bestaande uit Nederlandse officieren in opleiding. Zij spelen niet in de reguliere competitie van de KNHB, maar ze organiseren geregeld wedstrijden tegen andere hockeyclubs. Voor de oorlog speelden ze overigens wel in de reguliere competitie en wel in de 1e klasse zuid. in 1934/35 werden ze daarin zelfs 2e, de jaren daarna werd de 5e tot de 7e plaats behaald. In 39/40 werd er geen competitie gespeeld. 
De club is gevestigd bij de academie aan het Kasteelplein. Het tenue bestaat uit een oranje shirt, witte broek en blauwe kousen.
Breda · Cadetten · Push · Zwart-Wit